# Monumentul Eroilor Cavaleriști din Primul Război Mondial (Pasul Oituz)
Monumentul Eroilor Cavaleriști din Primul Război Mondial din Pasul Oituz este un monument istoric comemorativ al militarilor români din arma cavaleriei, ridicat în zona unde Armata României a purtat cea de-a treia bătăle de la Oituz. Acesta este situat pe dealul Coșna din arealul trecătorii, în zona satului Oituz din comuna Oituz și se regăsește pe Lista monumentelor istorice din județul Bacău cu codul BC-IV-m-A-00935.
„Cu o pioasă evlavie, reamintim cuvintele rostite de marele și nemuritorul Rege Ferdinand I: Coșna va fi una din paginile glorioase și nemuritoare ale cavaleriei române. Iată rațiunea care a impus ridicarea monumentului Diviziei I Cavalerie aci la Grozești, pentru slăvirea de veci a eroilor ei căzuți pe aceste dealuri, pe munții Coți, la Robănești, pe malurile Dunării, Siretului, Nistrului și Tisei până la porțile Budapestei.”—Fragment din cuvântarea omagială a Generalului (r) Mihai Schina (comandantul Diviziei I Cavalerie în timpul luptelor de la Oituz) pe 19 septembrie 1931 la festivitatea de inaugurarea monumentului

## Istoric
Inițiativa de eternizare printr-un monument a memoriei călăreților căzuți pe câmpul de luptă de la Oituz în Primul Război Mondial, i-a aparținut în 1918 generalului comandant  al Diviziei 1 Cavalerie Mihail Schina și, a fost continuată de succesorul său generalul Romulus Scărișoreanu. Prin strădania ofițerilor diviziei banii strânși sub formă de cotizații au constituit Fondul Oituz, permințând astfel finanțarea construcției care – în urma unui concurs de proiecte, i-a fost atribuită sculptorului Vasile Ionescu-Varo. Comitetul format din comandantul Diviziei I Cavalerie, cei trei comandanți de brigăzi și șeful de Stat Major a hotârât aplasamentul într-un punct strategic din fostul front de luptă al diviziei, fiind aleasă cota 383 de pe valea Oituzului –  unde s-au dat luptele cele mai sângeroase.

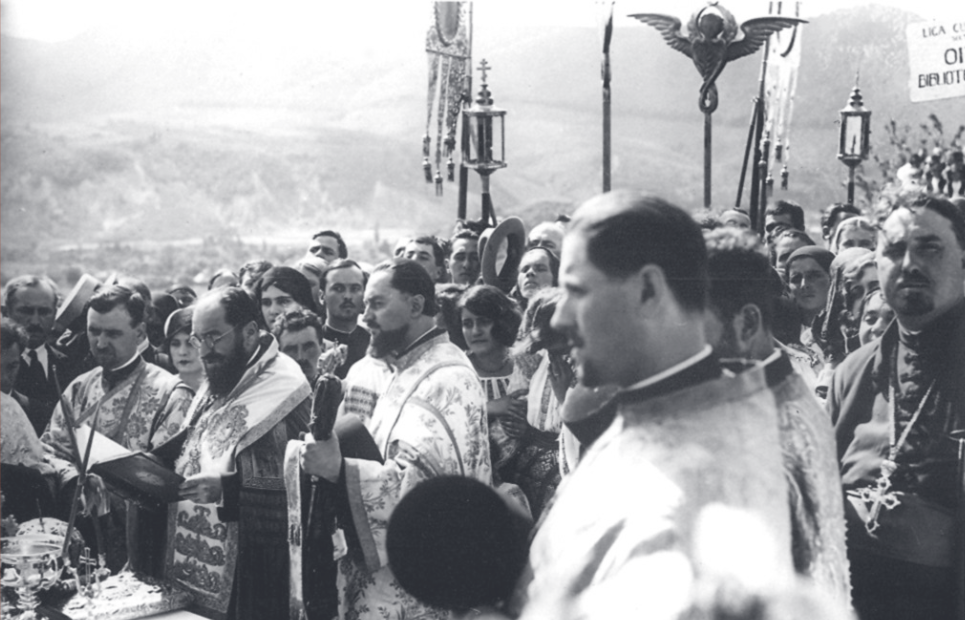
Serviciul divin la inaugurarea monumentului, săvârșit de Î.P.S.S. Triteanu al Romanului și un sobor de preoți.

Lucrările au început în 1924 și s-au finalizat în 1925, finanțarea fiind suplimentată inclusiv cu sprijin obștesc prin depuneri ale unora dintre familiile ofițerilor de cavalerie căzuți, precum și prin ajutorul Societatății „Cultul Eroilor” și al soției Elena a fostului general Eremia Grigorescu – prin a cărei bunăvoință au fost donate locul pe care s-a clădit
monumentul și materiale de construcție. Inaugurarea ansamblului – care ar fi trebuit să fie făcută în 1925, a trenat până la 19 septembrie 1931.
În cadrul pregătirilor pentru comemorarea a 600 de ani de atestare documentară a comunei Oituz din 15 august 2010, cu contribuția Asociației Naționale „Cultul Eroilor” și al Consiliului Local Oituz monumentul a fost restaurat în totalitate și s-a construit o scară cu 106 trepte pentru a facilita accesul.

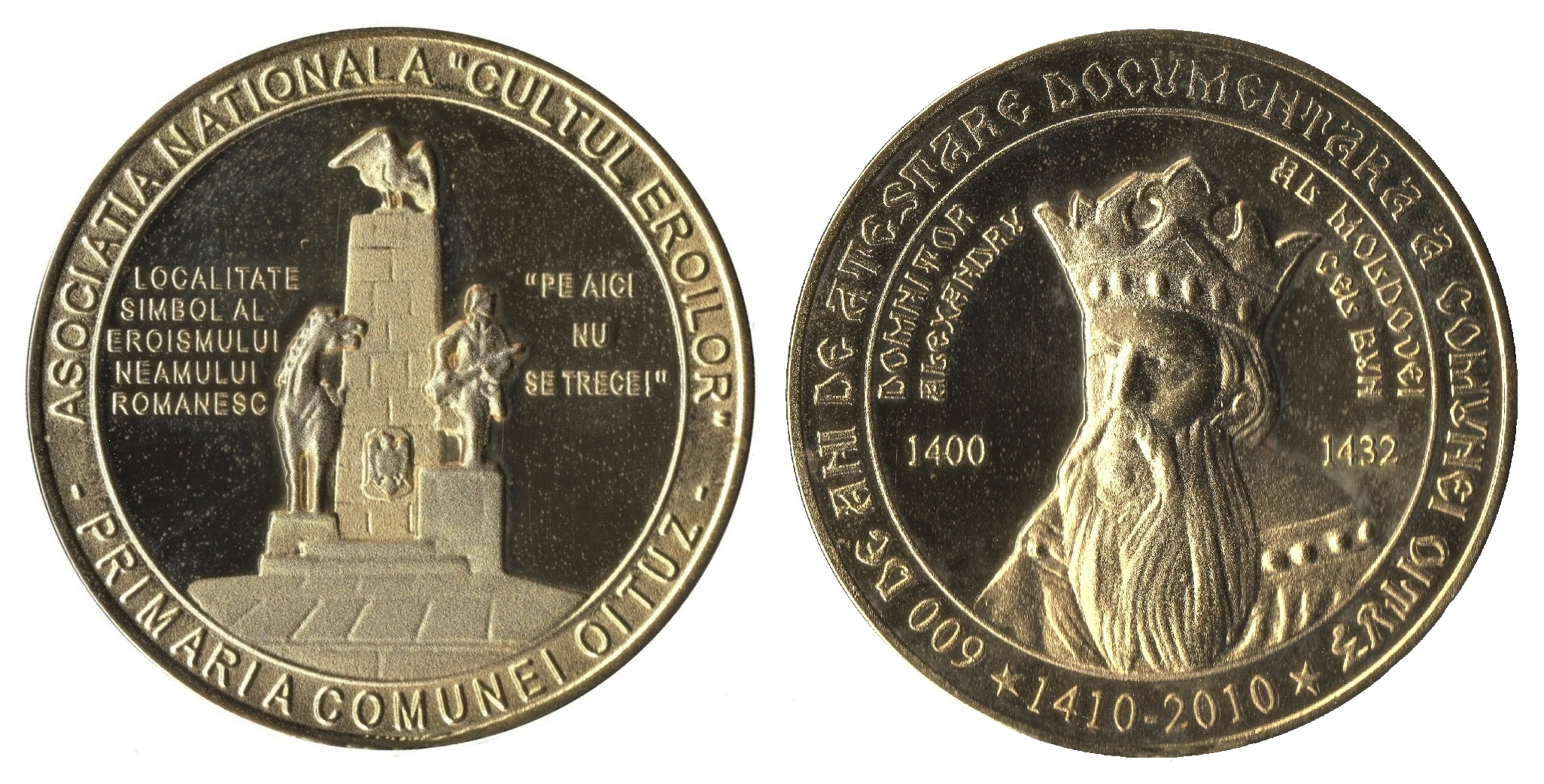
Medalia Jubiliară „Oituz - 600”

Tot cu acest prilej s-a emis o medalie jubiliară din cupru aurit sub numele de „Oituz - 600”. Aceasta are pe revers în câmpul central imaginea Monumentului Eroilor Cavaleriști.

## Date despre monument
De forma unui obelisc înalt de 5 m realizat din piatră, este așezat pe un postament din beton și piatră. La baza obeliscului se află un cavalerist în poziție de atac, un cal și un scut heraldic cu stema României din bronz, material din care este făcut și vulturul aflat în partea superioară.

La inaugurare, monumentul avea postată pe fațada principală în partea superioară un medalion din bronz cu chipurile Regelui Ferdinand I și al Reginei Maria - întruchipată ca și soră de caritate. Între acesta și scutul heraldic se găsea o placă memorială din marmură roză, ce avea gravat cu litere de aur următorul text: 
„În amintirea eroilor din Divizia 1 Cavalerie, Regimentelor 1, 4, 5, 9, 10 Roșiori, 3 Călărași și 1 Cavalerie pe jos, compania 1 și compania 2 cicliști, Divizionul artilerie călăreață. Brigada II-a Călărași, Reg. 7 si 9 Călărași căzuți în timpul războiului pentru întregirea neamului 1916-1918”
 O altă placă situată pe partea stângă consemna localitățile mai de seamă pe unde a luptat Divizia 1 Cavalerie. La bază pe a doua treaptă se afla un aranjament cu sabie și frunze de stejar.
Accesul -  posibil inclusiv auto pâna în vecinatatea monumentului, se face din DN11 din centrul satului Oituz spre dreapta de pe sensul spre Brașov, pe un drum sătesc ce urcă pe Dealul Coșna.

## Mari unități de cavalerie la Oituz în august 1917

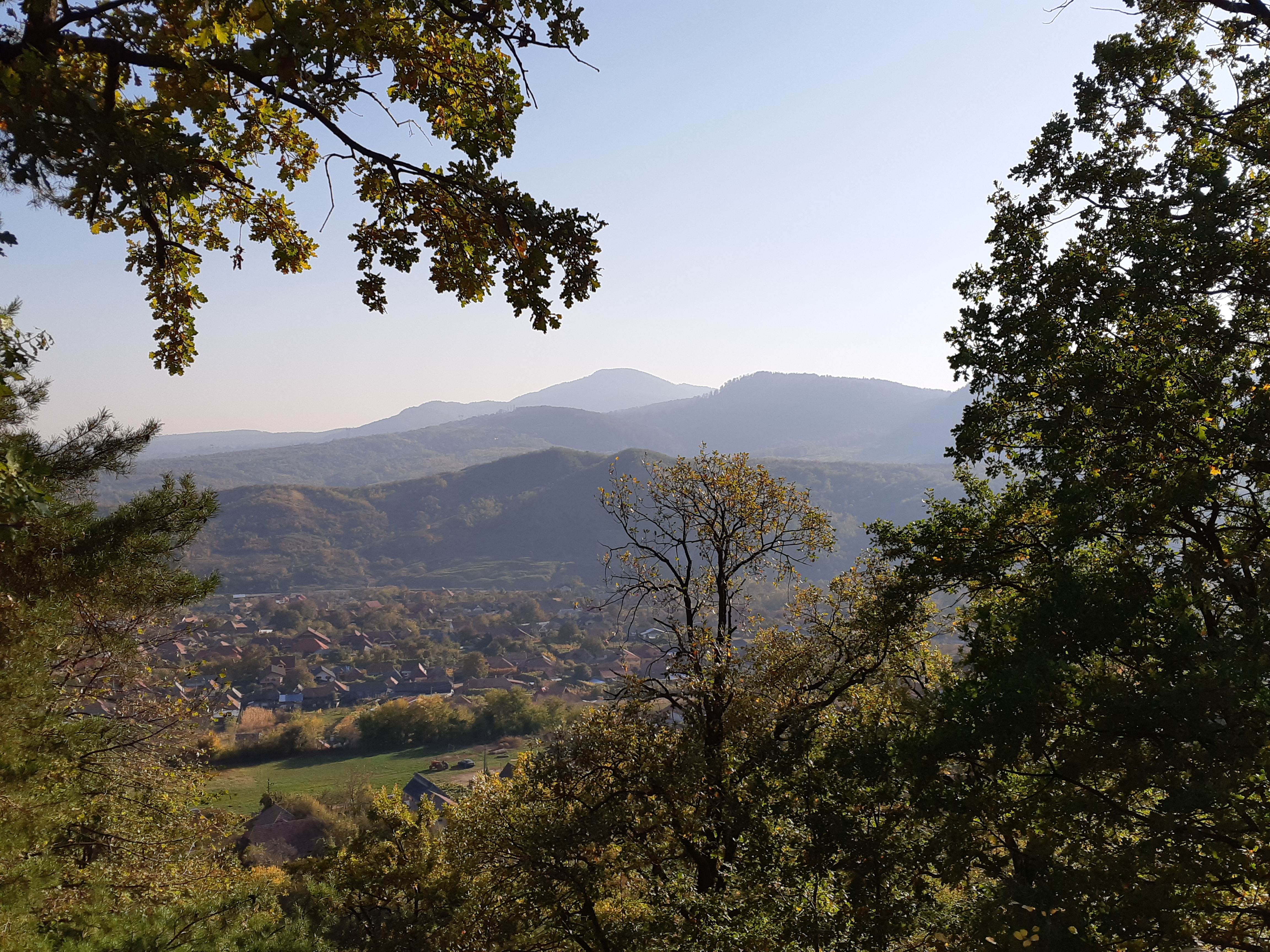
Valea Oituzului,astfel cum se vede de la locul unde se află monumentul. La orizont: Măgura Cașin

Ordinea de bătaie a marilor unități de cavalerie a Armatei a II-a în 1917, pe timpul celei de-a treia Bătălii de la Oituz, a fost următoarea::p. 198
- Divizia 1 Cavalerie

- Brigada 1 Cavalerie pe jos

- Regimentul 1 Roșiori
- Regimentul 3 Călărași

- Brigada 2 Roșiori

- Regimentul 4 Roșiori
- Regimentul 9 Roșiori

- Brigada 3 Roșiori

- Regimentul 5 Roșiori
- Regimentul 10 Roșiori

- Divizionul 2 Artilerie Călăreață
- Grupul 1 Automitraliere

- Brigada 2 Călărași

- Regimentul 7 Călărași
- Regimentul 9 Călărași

Brigada 1 Cavalerie pe jos a fost o mare unitate înființată la sfârșitul lunii mai 1917 prin transformarea Regimentului 1 Cavalerie pe jos în două noi regimente: Regimentul 1 Roșiori pe jos și Regimentul 3 Călărași pe jos.:p. 75:p. 198
La trupele de cavalerie, pe lângă divizionul de artilerie călăreață erau alipite detașamente de cicliști și motocicliști.

## Contribuții ale cavaleriei la Oituz în august 1917
„Și s-au luptat vitejește, nebunește, cu disperare…”—Regina Maria a României, „Povestea Vieții Mele”''
În timpul celei de-a treia bătălii de la Oituz din vara anului 1917, în ziua de 10 august criza tactică a bătăliei se apropia de apogeul ei. Decimate, obosite și amestecate trupele române trebuiau să facă față unei situații foarte grave, unele dintre unități fiind distruse, altele reduse la rămășițe fără valoare, sau dezorganizate. Situația critică ce putea să devină catstrofală, impunea restabilirea echilibrului de forțe necesar stăvilirii ofensivei Puterilor Centrale. Din rezerva Armatei a II-a Brigada a 2-a Călărași a fost dirijată spre Onești, iar Divizia 1 Cavalerie – îndreptată inițial spre nordul Moldovei unde ar fi urmat să participe la constituirea armatei de manevră destinată atacării Armatei Austro-Ungare ce înainta în Bucovina, a fost întoarsă din drum de lângă Bacău, astfel că după al 4-lea marș de noapte, în dimineața de 11 august a fost și ea la Onești. Alături de acestea, alte unități din rezerva Marelui Cartier General precum și unele retrase după scurtarea liniei frontului – în dauna terenului câștigat prin Bătălia de la Mărăști, au întărit trupele de la Oituz.
În dimineața zilei celei mai critice de 11 august, Divizia 1 de cavalerie a fost îndreptată spre Nicorești și Bahna, în partea dreaptă a golului creat între diviziile de infanterie 6 și 7 (Brigada a 14-a), prin care înaintau germanii. Descălecate înainte de intrarea în Bogdănești, trupele diviziei au atacat și au oprit înaintarea inamicului: la dreapta Brigada a 3-a Roșiori (col. Olteanu) spre Dealul Știborului, la centru Brigada a 2-a Roșiori (col. Mircescu) spre Marginea, iar în stînga detașamentul de automitraliere pe șosea spre Grozești (actual Oituz). Brigada a 2-a Călărași a fost angajată pe valea Curiței și a atacat spre dealul Bâtca Carelor, respingând inamicul spre dealul Chioșurile.
Tot Brigada a 2-a Călărași fost destinată să sprijine alături de alte unități Divizia a 6-a Infanterie, în contraofensiva generală preconizată pentru ziua de 13 august, luptă la care urma să participe și Divizia 1 Cavalerie întărită și ea cu 2 batalioane ale Brigăzii de Grăniceri și alte 2 batalioane ale Regimentului 22. Divizia 1 Călărași a intrat astfel în acțiune în sectorul central (Dealul Coșna) dintre văile Slănicului și Oituzului alături de resturile Brigăzii a 14-a  din Divizia a 7-a Infanterie. Cu mari pierderi – în special din rândul trupelor de cavalerie, linia dominantă a înălțimilor dintre Târgu Ocna și Grozești (astăzi Oituz), a revenit Armatei Române. Brigada a 2-a Călărași nu a participat inițial la contraofensiva din sectorul sudic (situat între văile Oituzului și Cașin), totuși a înlocuit pe pantele estice ale dealului Chioșurile (la NNV de Măgura Cașin) greu încercatele trupe ale Brigăzii de Grăniceri în data de 14 august, care s-au constituit în rezerva Corpului IV de Armată. În urma unei manevre necesare ca urmare a unei rupturi locale în frontul Diviziei a 6-a Infanterie din 16 august în zona dealului Sticlăriei, Brigada a 2-a Călărași s-a repliat spre dealul Bâtca Carelor (NNE de Măgura Cașin).

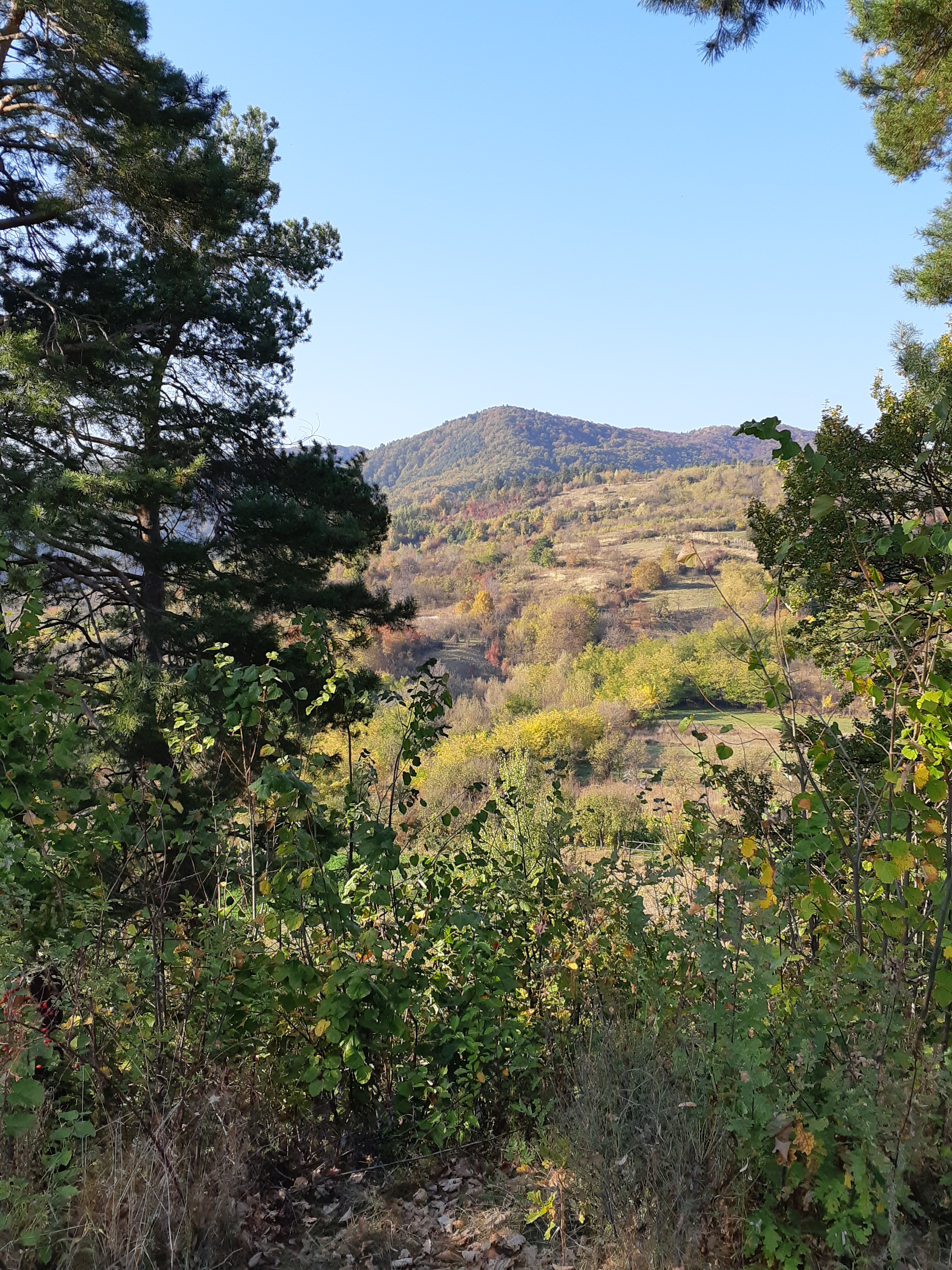
O porţiune din Dealul Coșna, astfel cum se vede de la locul unde se află monumentul

Pe data de 19 august Armata 1 Austro-Ungară a reluat prin surprindere atacul în zona vârfului Coșna – apărat de Divizia 1 Cavalerie. Datorită superiorității de forțe a reușit ocuparea vârfului, dezorganizarea și slăbirea trupelor românești, dar cavaleriștii au rezistat totuși repliați pe panta estică la vest de Nicorești. Regimentul 1 Roșiori pe jos a fost distrus, iar resturile sale au luat drumul prizonieratului. In cursul nopții, 2 batalioane de grăniceri și Brigada 2 Roșiori (relocată din sectorul Diviziei a 6-a Infanterie) trimise ca întăriri s-au instalat pe poziții în stânga Diviziei 1 de Cavalerie la nord de Grozești.
Cheia câmpului de bătălie fiind pentru 20 august dealul Coșna, comandamentul român a constituit Detașamentul de atac la Diviziei 1 cavalerie, format din trupele Regimentului 17 Mehedinți și 2 batalioane ale Regimentului 1 Grăniceri (cărora li s-au alăturat pe 21 august un batalion al Regimentului 1 Vânători precum și un alt batalion de vânători de munte), sprijinite de 34 guri de foc, puse sub comanda generalului Obogeanu. În cel de-al doilea moment dramatic al celei de-a treia bătălii de la Oituz din vara anului 1917, susținute de către artilerie trupele au atacat și au reușit recâștigarea unei părți din terenul pierdut – în perioada  20-22 august, acțiune care a constituit ultimul episod semnificativ al operaților.
După o perioadă de liniște pe data de 28 august de o parte și de alta a Grozeștilor (actualul Oituz), Puterile Centrale au dat un ultim atac prin surprindere prin care au obținut un succes local. La contraatacul din sectorul nordic al Grozeștilor au participat alături de Regimentul 11 Siret și o companie din Regimentul 7 Vânători, 3 escadroane ale Brigăzii 2 Călărași în condiții foarte dezavantajoase.